# Ernesto I de Suabia
Ernesto I (m. 31 de marzo o 31 de mayo de 1015) fue el duque de Suabia entre 1012 y 1015. Era un hijo menor de Leopoldo I, el margrave de Austria de la casa de Babenberg. Su madre fue Ricardis de Sualafeldgovia.

## Vida y familia
En 1012 Enrique II, rey de Alemania, le dio a Ernesto el ducado de Suabia después de la muerte, sin dejar hijos, de su gobernante, Germán III. Para legitimar aún más su gobierno como duque, se casó con Gisela de Suabia, la hermana mayor de Germán.
Ernesto y Gisela tuvieron dos hijos, Ernesto y Germán, ambos con el tiempo se convertirían en duques de Suabia ellos mismos. Ernesto murió en 1015 como resultado de un accidente de caza y le sucedió su hijo Ernesto. Fue enterrado en Wurzburgo.
Pudo formar parte, posteriormente, de la leyenda heroíca teutona, según refiere Nestlé en su libro Historia de la Literatura Griega.